# Brenabbane
Die Brenabbene (norwegisch für ‚Gletscherfelsen‘) sind zwei Nunatakker an der Prinz-Harald-Küste des ostantarktischen Königin-Maud-Lands. Dabei handelt es sich um den Mae-hyōga Rock (norwegisch Ytre Brenabben ‚Äußerer Gletscherfelsen‘) und den Oku-hyōga Rock (norwegisch Indre Brenabben ‚Innerer Gletscherfelsen‘), die beide östlich des Shirase-Gletschers aufragen.
Wissenschaftler des Norwegischen Polarinstituts benannten sie 1973 deskriptiv.